# 大崎三男
大崎 三男（おおさき みつお、1932年5月9日 - ）は、東京都出身の元プロ野球選手（投手）。

## 経歴
明治高校では、エースとして1950年の春夏の甲子園に連続出場。春の選抜は1回戦で彦根高の中川和俊（のち毎日）と投げ合いを完封勝利、続く準々決勝で北野高に乱打戦の末に敗退。夏の選手権は2回戦（初戦）で北海高に敗れる。この時の監督は、後に大学野球監督として著名となる島岡吉郎である。1年下のチームメートに右翼手の沖山光利がいた。
明治大学に進学し、同学硬式野球部に所属。高校の野球部監督だった島岡も同時期に明治大学硬式野球部へと移っている。しかし1953年に退部し、大学も中退。この退部の原因は、1年後輩の秋山登がエースとして起用されるようになったことに対する不満とも、監督である島岡吉郎との確執とも言われている。助監督を務めていた迫畑正巳の紹介状を持参し、当時大阪タイガースで監督を務めていた松木謙治郎に入団を依頼。同年9月初めにテストを受け合格し入団。背番号は8。同年シーズン終盤に3試合に登板している。
1954年は主にリリーフとして登板。プロ初勝利を含む2勝を挙げ、防御率1.89を記録した。10月25日には読売ジャイアンツを9回5安打無失点に抑え、プロ初完投を完封で記録している。1955年からは先発に転向。1956年は、63試合に登板し防御率1.65（リーグ5位）を記録。リーグ最多の37試合に先発し25勝を挙げ、同年に22勝を挙げ最優秀防御率を獲得した渡辺省三とのダブルエースとして活躍した。この年のオフに起きた藤村排斥事件では「排斥派」の一人であった。翌1957年は48試合の登板に減少したが、先発では前年と同程度の35試合に登板し20勝、防御率2.09（リーグ5位）の好記録を残す。同年は、リーグ最多の7試合の無四球完投を記録している。
1958年も、26試合に登板。21試合で先発したものの8勝に終わり、防御率も前年から1点以上悪化し3点台に終わった。この年のオフに近鉄バファローに移籍。
パ・リーグ下位に低迷するチームにおいて、エースとして期待されたものの、1959年はわずか2勝、翌1960年も1勝に終わった。同年オフに現役を引退した。
引退後は大阪放送とフジテレビの野球解説者を務めた。また、1979年と1980年は阪神タイガースの二軍投手コーチも務めた。1996年に刊行された南萬満『真虎伝』（新評論）では、当時滋賀県のゴルフ場で支配人をしていたと記されている（同書P219 - 219）。

## 選手としての特徴・人物
大崎の持ち味は速球で、強気の投球に特徴があった。この特徴は、大崎と共にエースとして活躍した渡辺省三とは対照的であった。コントロールの良い投手で、四球が非常に少なかった。特に1957年は、リーグ最多の7試合の無四球完投を記録している。
酒好きであったようで、ルポライターの藤崎美彦に、戦前の酒仙投手・西村幸生に対して、戦後の酒仙投手は大崎と評された。同時に藤崎には、「礼節を重んじた、愛すべき人物」とも述べられている。

## 詳細情報

### 年度別投手成績
| 年 度     | 球 団     | 登 板 | 先 発 | 完 投 | 完 封 | 無 四 球 | 勝 利 | 敗 戦 | セ 丨 ブ | ホ 丨 ル ド | 勝 率 | 打 者 | 投 球 回 | 被 安 打 | 被 本 塁 打 | 与 四 球 | 敬 遠 | 与 死 球 | 奪 三 振 | 暴 投 | ボ 丨 ク | 失 点 | 自 責 点 | 防 御 率 | W H I P |
| --------- | --------- | ----- | ----- | ----- | ----- | -------- | ----- | ----- | -------- | ----------- | ----- | ----- | -------- | -------- | ----------- | -------- | ----- | -------- | -------- | ----- | -------- | ----- | -------- | -------- | ------- |
| 1953      | 阪神      | 3     | 2     | 0     | 0     | 0        | 0     | 2     | --       | --          | .000  | 36    | 8.2      | 9        | 0           | 5        | --    | 0        | 4        | 0     | 0        | 6     | 5        | 5.00     | 1.62    |
| 1954      | 阪神      | 11    | 4     | 1     | 1     | 0        | 2     | 1     | --       | --          | .667  | 146   | 37.1     | 31       | 3           | 7        | --    | 0        | 7        | 0     | 0        | 10    | 8        | 1.89     | 1.02    |
| 1955      | 阪神      | 39    | 24    | 3     | 1     | 1        | 8     | 13    | --       | --          | .381  | 750   | 182.2    | 166      | 7           | 40       | 4     | 7        | 76       | 1     | 0        | 77    | 61       | 3.00     | 1.13    |
| 1956      | 阪神      | 63    | 37    | 12    | 3     | 4        | 25    | 14    | --       | --          | .641  | 1284  | 342.1    | 243      | 16          | 41       | 3     | 5        | 159      | 0     | 0        | 70    | 63       | 1.65     | 0.83    |
| 1957      | 阪神      | 48    | 35    | 14    | 5     | 7        | 20    | 13    | --       | --          | .606  | 1072  | 279.2    | 220      | 20          | 28       | 1     | 4        | 116      | 2     | 0        | 80    | 65       | 2.09     | 0.89    |
| 1958      | 阪神      | 26    | 21    | 7     | 3     | 1        | 8     | 12    | --       | --          | .400  | 542   | 134.1    | 122      | 15          | 22       | 0     | 2        | 51       | 1     | 0        | 55    | 50       | 3.33     | 1.07    |
| 1959      | 近鉄      | 26    | 10    | 0     | 0     | 0        | 2     | 8     | --       | --          | .200  | 365   | 84.2     | 91       | 6           | 16       | 1     | 2        | 46       | 2     | 0        | 44    | 33       | 3.49     | 1.26    |
| 1960      | 近鉄      | 17    | 8     | 0     | 0     | 0        | 1     | 7     | --       | --          | .125  | 176   | 38.0     | 49       | 6           | 15       | 2     | 2        | 23       | 0     | 0        | 29    | 28       | 6.63     | 1.68    |
| 通算：8年 | 通算：8年 | 233   | 141   | 37    | 13    | 13       | 66    | 70    | --       | --          | .485  | 4371  | 1107.2   | 931      | 73          | 174      | 11    | 22       | 482      | 6     | 0        | 371   | 313      | 2.54     | 1.00    |

- 各年度の太字はリーグ最高

### 記録
- 初登板：1953年9月27日、対読売ジャイアンツ23回戦（後楽園球場）、8回裏に5番手で救援登板・完了、1回無失点
- 初先発登板：1953年9月28日、対読売ジャイアンツ26回戦（後楽園球場）、1回1/3を3失点で敗戦投手
- 初勝利：1954年8月8日、対国鉄スワローズ18回戦（川崎球場）、2回裏1死から2番手で救援登板・完了、7回2/3を1失点
- 初先発勝利：初完封：1954年10月25日、対読売ジャイアンツ26回戦（阪神甲子園球場）

### 背番号
- 8 （1953年 - 1957年）
- 17 （1958年）
- 20 （1959年 - 1960年）
- 72 （1979年 - 1980年）

## 関連情報

### 出演番組
- プロ野球中継（フジテレビ系）
- プロ野球ニュース
- 近鉄バファローズナイター（ラジオ大阪）